# Viktória Petróczi
Viktória Petróczi (n. 27 februarie 1983, la Győr) este o fostă handbalistă maghiară de handbal și actual antrenor pentru portari. Anterior, ea a jucat handbal la echipa slovacă Iuventa Michalovce, la cea românească Universitatea Jolidon Cluj și la echipe din Ungaria.
Petróczi a evoluat pe postul de portar, iar ulterior a antrenat portarii echipelor Mosonmagyaróvári KC și Győri Audi ETO KC. 

## Performanțe individuale
- Liga I Maghiară de Handbal Feminin:
  - Câștigătoare: 2005, 2006

- Cupa Ungariei:
  - Câștigătoare: 2005, 2006

- Cupa Cupelor:
  - Finalistă: 2006

- Cupa EHF:
  - Finalistă: 2002, 2004, 2005

- Campionatul Mondial pentru Junioare:
  - Medaliată cu argint: 2001, 2003